# Jeremy Sams
Jeremy Sams (* 12. Januar 1957 in London, England) ist ein britischer Theaterregisseur (insbesondere für Musicals), Autor, Übersetzer (insbesondere von Opern und anderen Bühnenwerken), Orchester-Arrangeur, Filmkomponist und Liedtexter.

## Leben und Karriere
Sams wuchs als Sohn des Shakespeare-Experten und Musikwissenschaftlers Eric Sams in der britischen Hauptstadt auf.
Am Magdalene College der University of Cambridge studierte er nach dem Schulabschluss Musik, Französisch und Deutsch und setzte seine musikalische Ausbildung an der Guildhall School of Music fort, wo er sich auf das Klavierspiel spezialisierte. Schon früh verdingte er sich als freiberuflicher Pianist und Lehrer, begab sich als Redner auf Tournee und arbeitete eine Zeit lang als Repetiteur an Opernhäusern in Brüssel und Ankara.
Größere Bekanntheit erlangte Sams erstmals 2000 als Regisseur einer Neuinszenierung von Michael Frayns Farce Noises Off am Londoner Royal National Theatre (RNT). Die Produktion wechselte bald darauf ins West End und 2001 an den Broadway.
Regie führte er auch bei den West-End-Musicals Spend Spend Spend (1999, erzählt die Geschichte von Viv Nicholson, der ein in der britischen Lotterie gewonnenes Vermögen verprasste), und Chitty Chitty Bang Bang (2002, Bühnenadaption der Kinderbuchverfilmung Tschitti Tschitti Bäng Bäng mit Michael Ball, Libretto ebenfalls von Sams). Für beide Stücke erhielt er Oliviernominierungen. 2002 kam seine Inszenierung von Amour an den Broadway. Sams übersetzte das Libretto des Musicals aus dem Französischen (Original von Didier Van Cauwelaert). Seine Bemühungen brachten ihm zwei Tony- und zwei Drama-Desk-Award-Nominierungen ein. Ein weiteres Mal führte er bei Jason Carrs und Gary Yershons Musical The Water Babies Regie. Das Stück kam im Sommer 2003 am renommierten Chichester Festival Theatre zur Aufführung. 2008 brachte er Jason Robert Browns Musical 13 an den Broadway (Bernard B. Jacobs Theatre, u. a. mit Ariana Grande und Graham Phillips).
Sams übersetzte zahlreiche Werke insbesondere der deutschen und französischen Opernliteratur ins Englische, darunter sämtliche Dramen von Botho Strauß, Mozarts Hochzeit des Figaro und Die Zauberflöte, Puccinis La Bohème und Wagners Der Ring des Nibelungen für die ENO; The Merry Widow für das Royal Opera House in Covent Garden; Jean Cocteaus Les parents terribles, Molières Der Geizige und Schillers Mary Stuart für das Royal National Theatre; Die Dreigroschenoper für das Donmar Warehouse und Le Prénom für das Birmingham Repertory Theatre.
Zu seinen Filmkompositionen zählt auch Jane Austens Verführung, die BBC-Verfilmung von Jane Austens Roman Überredung, für die er den BAFTA Award für die beste Musik erhielt. Weitere Komplett-Scores sind beispielsweise The Mother (2003) und Enduring Love (2004).
Sams wirkte als Autor, Komponist, Arrangeur und Dirigent bereits in über 50 Theaterinszenierungen mit, darunter The Wind in the Willows und Arcadia am RNT und The Merry Wives of Windsor für die RSC.
1997 kam Sams bislang einziges Kind zur Welt, ein Sohn aus seiner damaligen Beziehung mit der Schauspielerin Maria Friedman.

## Filmografie (Auswahl)
- 1995: Jane Austens Verführung (Persuasion)
- 1997: Achterbahn der Gefühle (Have your cake and eat it)
- 2003: Die Mutter – The Mother (The Mother)
- 2004: Enduring Love
- 2012: Hyde Park am Hudson (Hyde Park on Hudson)
- 2013: Le Week-End